# NGC 1739
NGC 1739 ist eine Balken-Spiralgalaxie vom Hubble-Typ SB(s)bc im Sternbild Hase am Himmelsäquator, die schätzungsweise 169 Millionen Lichtjahre von der Milchstraße entfernt ist. Gemeinsam mit NGC 1738 bildet sie ein wechselwirkendes Paar.
Das Objekt wurde am 11. Dezember 1885 von dem amerikanischen Astronomen Ormond Stone entdeckt.